# 쇠솜털오리
쇠솜털오리는 고위도 지역인 툰드라에서 사는 오리이다.
수컷은 흰백색의 몸과 얼굴과 머리에 검은 무늬가 있지만 암컷은 갈색이다.
고위도 지방에서는 솜털오리를 잡아 그 깃털을 이불이나 점퍼, 베개의 커버로 만든다.
1. ↑  BirdLife International (2018). “Polysticta stelleri”. 《IUCN 적색 목록》 (IUCN) 2018: e.T22680415A132527232. doi:10.2305/IUCN.UK.2018-2.RLTS.T22680415A132527232.en. 2022년 2월 3일에 확인함.
2. ↑  “NatureServe Explorer 2.0”.